# Řecko na Letních olympijských hrách 1920
Řecko se účastnilo Letní olympiády 1920 v belgických Antverpách. Zastupovalo ho 47 mužů v 8 sportech.

## Medailisté
| Medaile | Jméno                                                                                          | Sport             | Soutěž                              |
| ------- | ---------------------------------------------------------------------------------------------- | ----------------- | ----------------------------------- |
| Stříbro | Alexandros Theofilakis Ioannis Theofilakis Georgios Moraitinis Georgios Vaphiadis Iason Zappas | Sportovní střelba | Družstvo mužů 30 m vojenská pistole |